# Lord Oom Piet
Pour plus de détails, voir Fiche technique et Distribution.
Lord Oom Piet (Lord oncle Piet en français) est un film sud-africain de langue principalement afrikaans et anglaise, réalisé par Jamie Uys et sorti en 1962. Il s'agit du premier film réalisé en couleur par Jamie Uys. 

## Genre
Le film est une comédie.  

## Scénario
Au début des années 60 en Afrique du Sud, à Kransberg (ville fictive), Oom Piet Kromhout est un Afrikaner pur et dur. Fervent partisan du Parti national, il est candidat à une élection législative partielle où il est opposé au candidat du Parti uni, Sir David Willoughby, un sud-africain anglophone qui est également son voisin. 
Les deux hommes sont de virulents adversaires politiques depuis longtemps mais ils ignorent que leurs fils et filles adolescents sont amoureux l'un de l'autre et entretiennent une idylle cachée.
Lors de la campagne électorale, un notaire anglais arrive à Kransberg afin de signifier à Oom Piet qu'il a hérité du titre de Lord Bentwood. Oom Piet découvre ainsi qu'il a des origines britanniques remontant aux pionniers anglais de 1820, ce qui pourrait lui coûter le soutien de ses partisans afrikaners et faire de lui la risée de tout le voisinage, voire du pays. Pour aggraver les choses, des hordes de serviteurs britanniques se présentent à lui pour se mettre à son service. L'objectif de Oom Piet est dès lors de se débarrasser de son titre anglais, la seule façon de le faire étant de défier en duel un autre noble et de le perdre. Il se trouve que le seul noble de Kransberg, qu'il peut provoquer en duel, est son opposant politique à l'élection législative, Sir David Willoughby.

## Fiche technique
- Réalisateur :  Jamie Uys
- Scénario : Emil Nofal, Jamie Uys
- Film en couleur
- Musique : Roy Martin
- Photographie :  Judex C. Viljoen
- Montage :  Harry Hughes
- Langue : Afrikaans et anglais
- Distributeur : Nu Metro / Ster Films
- Durée : 85 minutes
- Origine :  Afrique du Sud
- Sortie en Afrique du Sud : 1962

## Distribution
- Jamie Uys: Oom Piet Kromhout
- Bob Courtney : Sir David Willoughby.
- Madeleine Usher : Joan Willoughby.
- Tromp Terréblanche : Hannes van der Merwe.
- Morné Coetzer : Paul Kromhout.
- Hettie Uys : Susanna Kromhout
- Johan du Plooy : l'annonceur
- Charles Johnman
- Alfred Jabulani
- Sann de Lange

### Documents multimédias
- Film Lord Oom Piet sur YouTube